# 불카니세타 소우니아나
불카니세타 소우니아나는 불카니세타속에 속하는 한 종이다.